# Yamina Méchakra
Yamina Méchakra (1949 tại Meskiana – 19 tháng 5 năm 2013 tại Algiers) là một tiểu thuyết gia và nhà tâm thần học người Algérie.

## Đầu đời
Méchakra sinh năm 1949 tại Meskiana ở miền bắc Aurès. Năm chín tuổi, bà bắt đầu viết; ghi chép trong một "sổ ghi chép" đã phát triển theo thời gian. Hai sự kiện đánh dấu sâu sắc thời thơ ấu của bà: cha bà bị người Pháp tra tấn trong cuộc Nội chiến Algérie trước mắt bà, phơi mình trên đường phố, gắn vào thùng xe tăng. Ít nhiều người biết đến cuộc sống của bà, mặc dù Kateb Yacine đã viết trong lời tựa cho cuốn sách của mình rằng bà có một "cuộc sống tàn khốc và rắc rối". 

## Sự nghiệp
Méchakra bắt đầu viết cuốn tiểu thuyết đầu tiên của mình vào năm 1973, khi đang học ngành tâm thần học tại Đại học Algiers. Luận án đại học của bà về văn học được dành cho Apuleius của Madaurus. Tại Algiers, bà đã gặp Kateb Yacine trước khi ông rời Rome và Paris. Yamina Méchakra theo phong cách viết của Yachine, người đã cho bà lời khuyên và hướng dẫn mở rộng. Bà cần viết lại ba lần để hoàn thành cuốn sách đầu tiên của mình và "La Grotte éclatée" được xuất bản năm 1979. Yamina Mechakra lập luận rằng phụ nữ là nguồn gốc của quốc gia và thành lập một quốc gia độc lập. Nhắc đến nữ hoàng Berber được gọi là La Kahina, Kateb Yacine đã đặt tiêu đề cho lời tựa của mình trong cuốn tiểu thuyết là Những đứa trẻ của Kahina.
Trong khi bà tiếp tục viết trong những năm tiếp theo, nhưng không xuất bản, tâm sự với một phóng viên rằng bà bị mất bản thảo của mình. Năm 1997, khi bà đối xử với một cậu bé là một bác sĩ tâm thần, bà đã được truyền cảm hứng viết cuốn tiểu thuyết thứ hai Arris, được xuất bản năm 1999. Yamina Mechakra cũng là một tác giả cam kết ủng hộ tầm quan trọng của một cuộc cách mạng văn hóa ở Algeria trong quá trình phi tập trung hóa.

## Tử vong
Bà qua đời tại Algiers vào ngày 19 tháng 5 năm 2013, ở tuổi 64, sau một thời gian dài bị bệnh. Vào ngày 20 tháng 5 năm 2013, một đài tưởng niệm đã được tổ chức tại Cung văn hóa, và bà được chôn cất cùng ngày tại nghĩa trang của Sidi Yahia.

## Công trình
- Mechakra, Yamina. "Ecrire femme" [Writing Woman]. Expressions algériennes (bằng tiếng Pháp). tr. 44–47. OCLC 949070766.
- La Grotte éclatée [The Exploded Cave] (bằng tiếng Pháp). series: Lettres du Sud. Alger: SNED. 1979. OCLC 464501613.{{Chú thích sách}}:  Quản lý CS1: khác (liên kết)[11][12]
- Arris: roman (bằng tiếng Pháp). Paris: Marsa. 1999. ASIN B0046U4KYM. OCLC 44479653.
- Arris: roman, suivi du supplément collectif [Arris: Novel, followed by collective supplement] (bằng tiếng Pháp). series: Algérie littérature/action. Paris: Marsa. 2000. OCLC 948996415.{{Chú thích sách}}:  Quản lý CS1: khác (liên kết)